# Groble (Basses-Carpates)
Pour les articles homonymes, voir Groble.
Groble est une localité polonaise de la gmina de Jeżowe, située dans le powiat de Nisko en voïvodie des Basses-Carpates.